# 全国地域情報産業団体連合会
一般社団法人全国地域情報産業団体連合会（英：All Nippon Information Industry Association Federation) 略称：ANIA(アニア)は、地域情報通信産業の発展のため、また情報通信インフラの整備や未来の社会つくりのための活動を行っている。
会員は都道府県にある情報通信産業団体の正会員、中央の特別会員団体、企業会員から構成されている。地方の会員企業数は2,000社を数える連合会組織である。

## 概要
地方は首都圏と比すると大きな経済格差とともに地域特性がある。また、一言で情報産業、ICT関連産業といっても、その職種や業務内容、事業規模も多種多様であり、それに地域特性による差異を加味すると、決して均質な業界とは言えない。
各都道府県における自治体と業界との関係式を知り、それを応用して自協会や自企業に役立てることや、首都圏での事例を知り、その応用を考えるために、その手段を提供することを第一の使命としている。
産官学民の合同や連携という言葉は一般的になったが、実際の効果や結果は、都道府県によって様々である。さらにオフショア開発などで海外他国との関係もますます深まってきており、あるべき理想の姿をしっかりと見据え、今後の展開と検討を重ね、我が国の情報産業全体の発展に寄与している。
また、ANIAは、一般社団法人日本IT団体連盟を構成する主要4団体（CSAJ，JASPA，JIET，ANIA）のひとつであり、IT連盟に加盟する団体の中で最多の会員数を誇っている。

## 全国大会
1988年(昭和63年)
- 5月 第1回 ANIA岡山フォーラム 岡山市 全国情報サービス 懇談会開催 フォーラムスタート
- 10月 第2回 ANIAひろしまフォーラム 広島市

1989年(平成1年)
- 6月 第3回 ANIAさっぽろフォーラム 札幌市 全国地域情報産
- 11月 第4回 ANIAとやまフォーラム 富山市

1990年(平成2年)
- 6月 第5回 ANIAやまぐちフォーラム 宇部市
- 11月 第6回 ANIAあいちフォーラム 名古屋市

1991年(平成3年)
- 6月 第7回 ANIAみやぎフォーラム 仙台市
- 11月 第8回 ANIAくまもとフォーラム 熊本市

1992年(平成4年)
- 6月 第9回 ANIAかながわフォーラム 横浜
- 11月 第10回 ANIAぎふフォーラム 岐阜市

1993年(平成5年)
- 6月	第11回 ANIAおかやまフォーラム 岡山市
- 11月 第12回 ANIAおきなわフォーラム 那覇市 全国地域情報産業団体連合会と団体名変更

1994年(平成6年)
- 6月 第13回 ANIAあきたフォーラム 秋田市情報通信月間記念行事指
- 11月 第14回 ANIAながさきフォーラム 長崎市

1995年(平成7年)
- 6月 第15回 ANIAふくいフォーラム 福井市 情報通信月間記念行事指定
- 11月 第16回 ANIAとくしまフォーラム 徳島市

1996年(平成8年)
- 6月 第17回 ANIAさいたまフォーラム 大宮市 情報通信月間記念行事指定
- 11月 第18回 ANIAしまねフォーラム 松江市

1997年(平成9年)
- 6月 第19回 ANIAいしかわフォーラム 金沢市 情報通信月間記念行事指定

1998年(平成10年)
- 6月 第20回 ANIAふくおかフォーラム 福岡市

1999年(平成11年)
- 6月 第21回 ANIAとっとり大会 鳥取市 情報通信月間記念行事指定

2000年(平成12年)
- 6月 第22回 ANIAあおもり大会 青森市 情報通信月間記念行事指定

2001年(平成13年)
- 8月 第23回 ANIAやまぐち大会 宇部市

2002年(平成14年)
- 6月 第24回 ANIAさっぽろ大会 札幌市 情報通信月間記念行事指定

2003年(平成15年)
- 6月 第25回 ANIAかながわ大会 横浜市 情報通信月間記念行事指定

2004年(平成16年)
- 6月 第26回 ANIA関西大会 大阪市

2005年(平成17年)
- 6月 第27回 ANIAあいち大会 名古屋市

2006年(平成18年)
- 6月 第28回 ANIAぎふ大会 岐阜市

2007年(平成19年)
- 6月 第29回 ANIAちば大会 千葉市

2008年(平成20年)
- 6月 第30回 全情連大会ANIA北海道大会 札幌市

2009年(平成21年)
- 11月 第31回 全情連大会ANIA沖縄大会 那覇市

2010年(平成22年)
- 11月 第32回 全情連大会ANIA広島大会 広島市

2011年(平成23年)
- 11月 第33回 全情連大会ANIA 京都大会･京情協10 周年記念式典 京都市

2012年(平成24年)
- 11月 第34回 全情連大会ANIA 宮崎大会 宮崎市

2013年(平成25年)
- 11月 第35回 全情連大会ANIA 長野大会 長野市

2014年(平成26年)
- 10月 第36回 全情連大会ANIA 岡山大会・SEO創立30周年記念式典 岡山市

2015年(平成27年)
- 9月 第37回 全情連大会ANIAいしかわ大会・ISA30 周年記念式典 金沢市

2016年(平成28年)
- 9月 第38回 全情連大会ANIAあきた大会 秋田市

2017年（平成29年）
- 11月　第39回 全情連大会ANIA長崎大会　長崎市

2018年（平成30年）
- 9月　第40回 全情連大会ANIA青森大会　青森市

2019年（令和元年）
- 10月　第41回 全情連大会ANIA北海道・札幌大会　札幌市

2021年（令和3年）
- 11月　第42回 全情連大会ANIA京都大会・一般社団法人京都府情報産業協会創立20周年　記念講演会